# Cantón de Narbona-Oeste
El cantón de Narbona-Oeste era una división administrativa francesa, que estaba situada en el departamento de Aude y la región de Languedoc-Rosellón.

## Composición
El cantón estaba formado por ocho comunas, más una fracción de la comuna que le daba su nombre:
- Bizanet
- Canet
- Marcorignan
- Montredon-des-Corbières
- Moussan
- Narbona (fracción)
- Névian
- Raissac-d'Aude
- Villedaigne

## Supresión del cantón de Narbona-Oeste
En aplicación del Decreto n.º 2014-204 de 21 de febrero de 2014, el cantón de Narbona-Oeste fue suprimido el 22 de marzo de 2015 y sus 9 comunas pasaron a formar parte; cuatro del nuevo cantón del Sur del Minervois  (de marzo de 2015 a enero de 2016 llamado Cantón de Sallèles-d'Aude), tres del nuevo cantón de Narbona-1, y la fracción de la comuna que le daba su nombre, se unió con las demás para que, por medio de una reestructuración cantonal, fueran creados los nuevos cantones de Narbona-1, Narbona-2 y Narbona-3.